# Ozola
Ozola är ett släkte av fjärilar. Ozola ingår i familjen mätare.

## Dottertaxa tillOzola, i alfabetisk ordning[1]
- Ozola acrophaea
- Ozola acutata
- Ozola albimacula
- Ozola apiletica
- Ozola apparata
- Ozola atrofasciata
- Ozola auranticeps
- Ozola basisparsata
- Ozola biangulifera
- Ozola blitearia
- Ozola bradleyi
- Ozola concreta
- Ozola convergens
- Ozola decolorata
- Ozola defectata
- Ozola despica
- Ozola dissimilis
- Ozola elongaria
- Ozola eurycraspis
- Ozola exigua
- Ozola exotrigonia
- Ozola extersaria
- Ozola falcipennis
- Ozola fasciata
- Ozola grisescens
- Ozola hesperias
- Ozola hollowayi
- Ozola impedita
- Ozola incompleta
- Ozola indefensa
- Ozola inexcisata
- Ozola intransilis
- Ozola japonica
- Ozola leptogonia
- Ozola liwana
- Ozola macariata
- Ozola marginata
- Ozola microniaria
- Ozola minor
- Ozola multiplex
- Ozola niphoplaca
- Ozola occidentalis
- Ozola pannosa
- Ozola pantomima
- Ozola pausteria
- Ozola pica
- Ozola picaria
- Ozola plana
- Ozola prouti
- Ozola pulverulenta
- Ozola pyraloides
- Ozola ramifascia
- Ozola sinuata
- Ozola sinuicosta
- Ozola solitaria
- Ozola spilotis
- Ozola submontana
- Ozola violacea